# Menelaos Kokkinakīs
Menelaos Kokkinakīs (in greco Μενέλαος Κοκκινάκης?; Palaio Faliro, 21 gennaio 1993) è un pallavolista greco, libero del PAOK.

## Carriera

### Club
La carriera professionistica di Menelaos Kokkinakīs inizia nella stagione 2010-11, quando esordisce in Volley League con l'Olympiakos, club dove muove i primi passi a livello giovanile: promosso in prima squadra, resta legato alla società per sette annate, conquistando tre scudetti, cinque Coppe di Grecia, quattro Coppe di Lega e la Supercoppa greca 2010.
Nella stagione 2017-18 gioca per la prima volta all'estero, ingaggiato dallo Stade Poitevin, nella Ligue A francese, dove resta per un biennio. Fa quindi ritorno alla formazione de Il Pireo per il campionato 2019-20, cambiando ruolo da schiacciatore a libero, prima di accasarsi al PAOK nel campionato seguente, conquistando una Coppa di Grecia. Nel campionato 2022-23, sempre con la formazione tessalonicese, si aggiudica il titolo di miglior libero della stagione.

### Nazionale
Fa tutta la trafila dalle nazionali giovanili greche fino alla nazionale maggiore, con la quale debutta nel 2011 e conquista in seguito la medaglia d'argento all'European League 2014. In seguito conquista ancora un argento all'European Silver League 2019.

## Palmarès

### Club
- Campionato greco: 3

2010-11, 2012-13, 2013-14, 2017-18
- Coppa di Grecia: 6

2010-11, 2012-13, 2013-14, 2015-16, 2016-17, 2021-22
- Coppa di Lega: 4

2012-13, 2014-15, 2015-16, 2016-17
- Supercoppa greca: 1

2010

### Nazionale (competizioni minori)
- European League 2014
- European Silver League 2019

### Premi individuali
- 2023 - Volley League: Miglior libero